# Parvocythere mauiensis
Parvocythere mauiensis är en kräftdjursart som beskrevs av Hartmann 1991. Parvocythere mauiensis ingår i släktet Parvocythere och familjen Parvocytheridae. Inga underarter finns listade i Catalogue of Life.